# ロシア帝国国家基本法
ロシア帝国国家基本法（ロシアていこくこっかきほんほう、ロシア語: Основные государственные законы Российской империи）は、1906年にロシアで定められた憲法。

## 概要
1905年、ロシア第一次革命が勃発し、皇帝ニコライ2世は十月詔書でドゥーマ（国会）の開設を約束した。しかし、革命が収束に向かうと、ツァーリ政府はドゥーマの無力化を図るべく、法律などの整備を行った。その仕上げとしての役割を果たしたのが、1906年4月23日に公布された国家基本法（憲法）である。
制定に際しては憲法制定会議は開かれず、大臣会議で作成された案をツァーリ同席のもとで採択し、ロシア民衆に下賜する形がとられた。すなわち、欽定憲法であった。
憲法では皇帝に最高統治権、法律裁可権、外交指導権、宣戦布告・講和締結権、官僚任免権などが認められており、国会閉会時における非常事態にも皇帝の広範な権力が認められていた。